# Франко Модільяні
Франко Енріко Модільяні (*18 червня 1918 — † 25 вересня 2003) — італійський економіст, лауреат Нобелівської премії з економіки, професор МІТу.

## Життєпис
Народився Франко 18 червня 1918 в Римі (Італія). Навчався в ліцеї Вісконті, потім вступив до Римського університету на медичний факультет, але згодом зрозумів, що медицина його не приваблює, й почав вивчати право.
У 1939 у цьому ж університеті здобув учений ступінь доктора права. Водночас зацікавився економікою.
Після одержання в 1939 першої премії на національному конкурсі робіт студентів університетів з ефективності контролю над цінами Франко повністю заглиблюється у вивчення економічних проблем.
У 1939 одружився з Сереною Калабі, у них народилося двоє синів. 3 початком Другої світової війни молодий учений переїздить спочатку до Франції, а пізніше до США.
У 1940 знову починає займатися економікою в Новій школі соціальних досліджень у Нью-Йорку. Під керівництвом Дж. Маршака він ретельно вивчає проблеми макроекономіки, шляхи використання формалізованих моделей в економічному аналізі.
У 1940 йому присуджено докторський ступінь з природничих наук.
У 1945—1948 працював науковим співробітником і головним статистиком в Інституті світових проблем у Нью-Йорку.
У 1949 працюючи в Чиказькому університеті, був включений до складу Комісії Коулса з економічних досліджень як дослідник-консультант, і виконував в ній роботу протягом п'ятьох років.
З 1950 — професор економіки в Іллінойському університеті, з 1952 — професор економіки й управління промисловістю в Технологічному інституті Карнегі, а з 1961 — професор економіки і фінансів у Массачусетському технологічному інституті.
Помер 25 вересня 2003 у Кембриджі на 86 році життя.

### Досягнення і зацікавлення
Роботи Модільяні присвячені циклам ділової активності, ринкового механізму, фінансової сфери, приватних заощаджень і способів їх доцільного використання, заробітній платі і безробіттю, побудові моделей «життєвого циклу» для пояснення механізму заощаджень і споживання, інфляції, динаміці фінансових ринків. Один з авторів «теореми Модільяні-Міллера», засновник школи «раціональних очікувань».
У 1963 він та Альберт Ендо в праці «Гіпотеза заощаджень», що передбачає «життєвий цикл» простежують залежність заощаджень від темпів зростання реального доходу.
Нобелівську премію з економіки 1985 р. Модільяні отримав «за аналіз поведінки людей стосовно їх заощаджень». Модільяні проживав в Бельмонті (штат Массачусетс).
Любив займатися тенісом, лижами, вітрильним спортом і плаванням. Був членом кількох академій і наукових товариств.

### Економічна політика
Модільяні до останніх років залишалися вірними ідеями Кейнса про необхідність активного втручання держави в економіку, про що неодноразово розповідав у своїх інтерв'ю. Зокрема, у 1999 у бесіді з Робертом Солоу Модільяні прямо повідомив: створити стабільну економіку, неможливо без політики стабілізації.
Під політичною стабілізацією Модільяні мав на увазі цілий набір як фіскальних, так й кредитно-грошових заходів. Симпатії Модільяні однозначно були на стороні фіскальної політики, оскільки саме у критичних ситуаціях вона є первинною. Так, щоб досягти повної зайнятості, заощадження повинні стати інвестиціями, а не джерелами рефінансування бюджету.
При цьому, на відміну від ортодоксального кейнсіанства, Модільяні не вважав кредитно-грошову політику чимось несуттєвим. Так, кредитно-грошова політика у його поглядах визначалася фіскальною, але була не менш необхідною. Правда, вона повинна бути заснована на здоровому глузді, а не на слідуванні монетарним правилам, - лише тоді можна досягти повної занятості за умов збалансованого бюджету.
Крім наукової діяльності, Модільяні до кінця своїх днів брав участь не лише у створенні економічної теорії, а й у практичному втіленні своїх ідей. Модільяні багато років був серед економічних радників уряду США, крім того, брав участь у створенні ЄС як єдиного економічного простору.
При цьому, у відмінні від свого гуру Кейнса, Модільяні не дуже прагнув до участі в управлінні державою, залишаючись більше вченим-економістом, а не політиком.